# Hemeroplanes longistriga
Espèce
Hemeroplanes longistriga est une espèce de lépidoptères (papillons) de la famille des Sphingidae, sous-famille des Macroglossinae, de la tribu des Dilophonotini et du genre Hemeroplanes.  C'est l'espèce type pour le genre. 

## Description
L'envergure des ailes varie de 87 à 89 mm. L'espèce se distingue de toutes les autres espèces du genre Hemeroplanes par la très longue marque argentée sur le dessus de l’aile antérieure et le manque de bandes jaunes sur le dessus de l’abdomen.

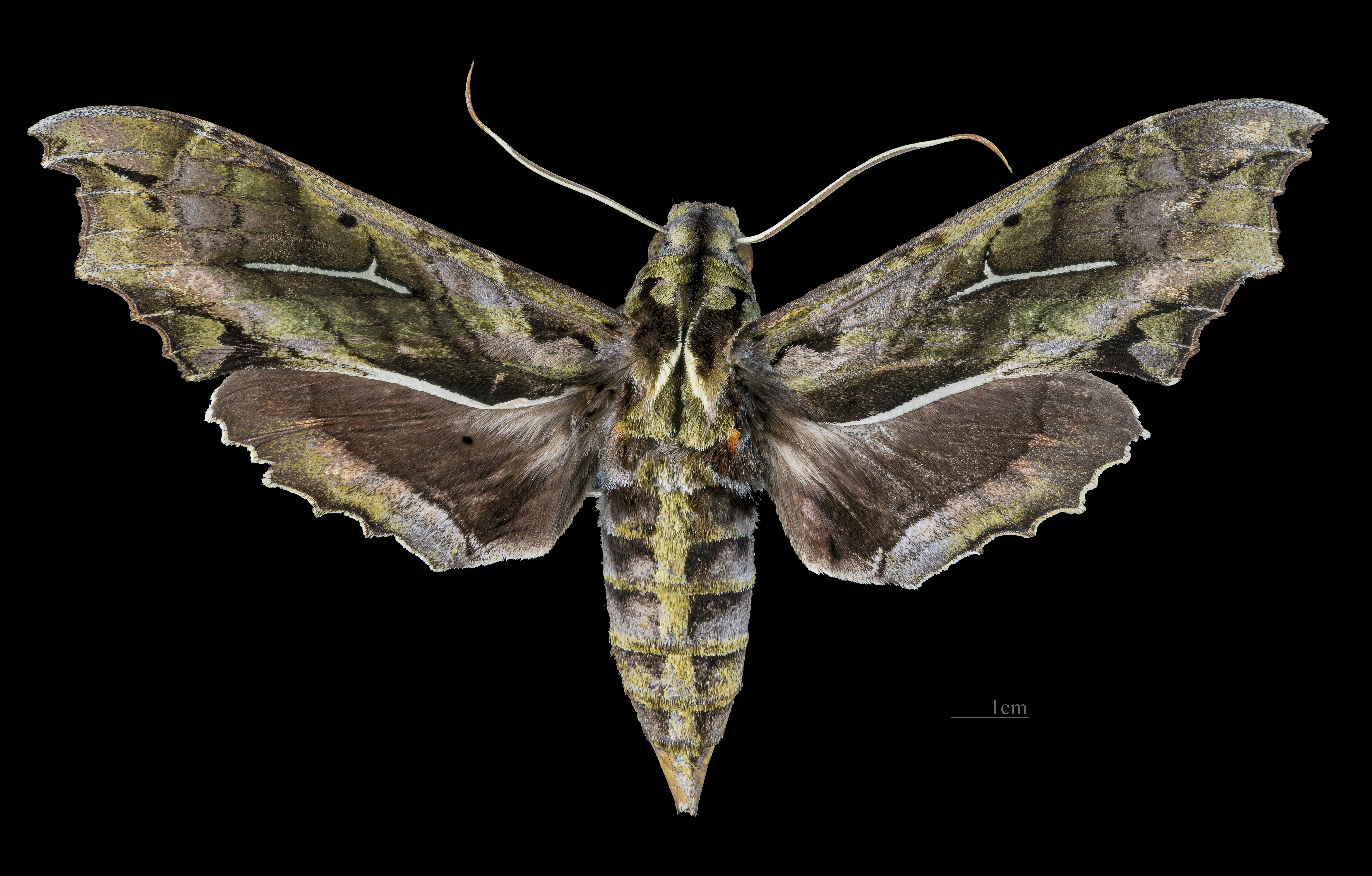
Avers de la femelle (coll.MHNT)
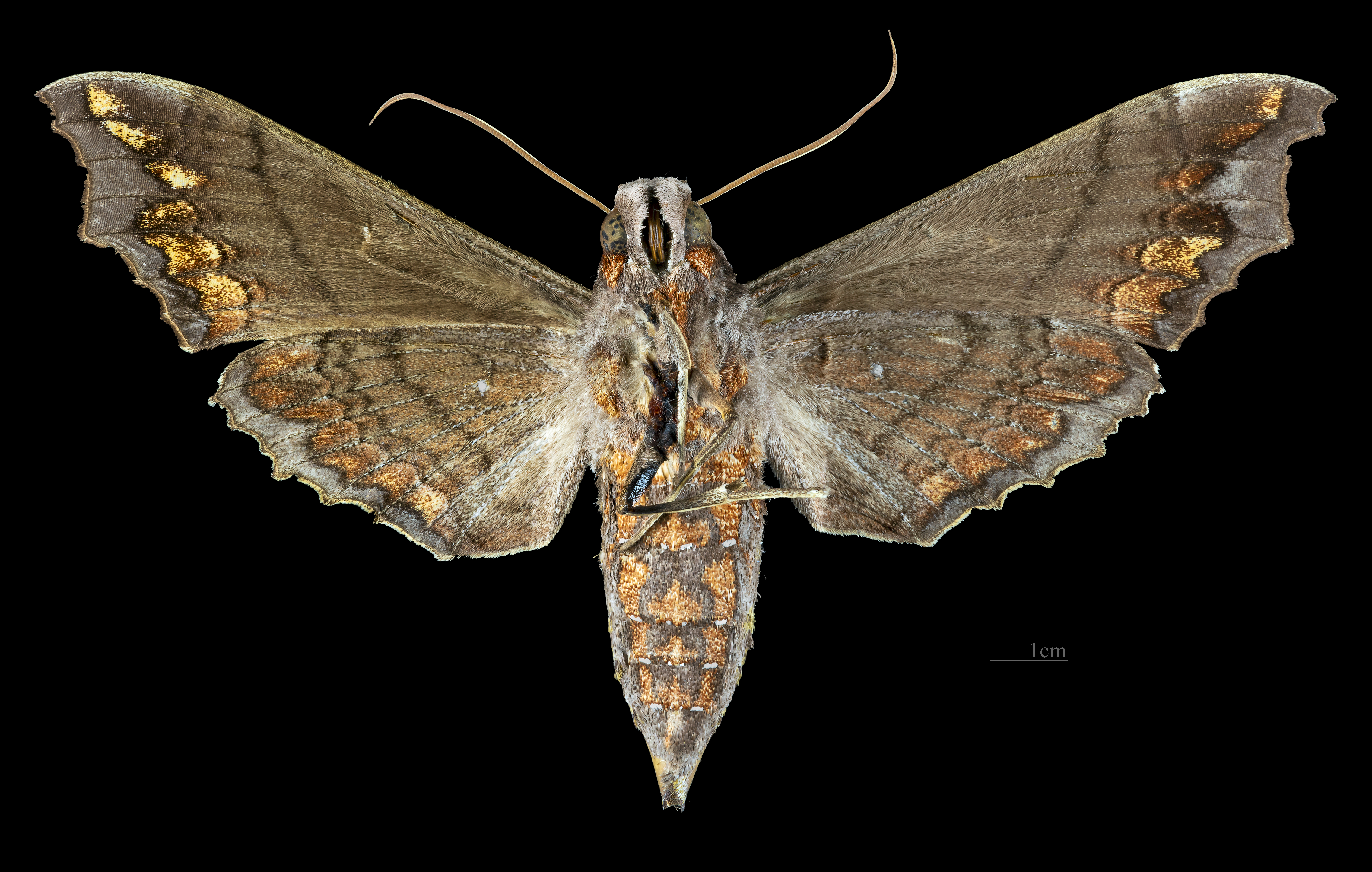
Revers de la femelle (coll.MHNT)

## Répartition et habitat
Répartition
L'espèce est connue au Brésil et en Équateur
Habitat
L'habitat est représenté par les forêts tropicales et subtropicales, du niveau de la mer jusqu'à environ 2 000 m.

## Biologie
- Il y a au moins deux générations par an.

## Mimétisme
La chenille utilise une stratégie de mimétisme, prenant l'aspect, au niveau de sa partie antérieure, d'une tête de serpent, d'où son surnom de « chenille-serpent ».

## Systématique
- L'espèce  Hemeroplanes longistriga a été décrite par les entomologistes Lionel Walter Rothschild et Heinrich Ernst Karl Jordan, en 1903 sous le nom initial de Leucorhampha longistriga[2].
- La localité type est le Brésil.

### Synonymie
- Leucorhampha longistriga Rothschild et Jordan, 1903 protonyme